# Ligne de Penne-d'Agenais à Tonneins

Gare de Villeneuve-sur-Lot

La ligne de Penne-d'Agenais à Tonneins est une ligne ferroviaire de France, qui reliait les gares de Penne (Lot-et-Garonne) et de Tonneins, en passant par Villeneuve-sur-Lot. 
Elle constitue la ligne 634 000 du réseau ferré national.
Seul subsiste le tronçon entre Penne (Lot-et-Garonne) et Villeneuve-sur-Lot (exclu), non exploité ; le reste de la ligne a été déposé.

## Histoire
Les 2 février et 6 avril 1855 est signée une convention entre le ministre des Travaux publics et les administrateurs de la Compagnie du chemin de fer Grand-Central de France. Elle concède à titre éventuel la section de Penne-d'Agenais à Villeneuve-sur-Lot (Villeneuve-d'Agen à l'époque) comme embranchement de la ligne de Limoges à Agen. Cette convention est approuvée par décret impérial le 7 avril 1855.
Cette concession a été cédée à la Compagnie des chemins de fer d'Orléans le 19 juin 1857. Elle est devenue définitive le 6 juillet 1863. La section de Villeneuve-sur-Lot à Tonneins a été déclarée d'utilité publique le 27 décembre 1879. Cette section est concédée à titre définitif par l'État à la Compagnie du chemin de fer de Paris à Orléans (PO) par une convention signée entre le ministre des Travaux publics et la compagnie le 28 juin 1883. Cette convention est approuvée par une loi le 20 novembre suivant.
La ligne a été ouverte en 2 étapes :
- Le 20 décembre 1869 entre Penne-d'Agenais et Villeneuve-sur-Lot.
- Le 1er juillet 1894 entre Villeneuve-sur-Lot et Tonneins.

### Dates de déclassement
- De Sainte-Livrade-sur-Lot à Tonneins (PK 643,248 à 667,040) : 9 mai 1960[8].
- De Villeneuve-sur Lot à Sainte-Livrade-sur-Lot (PK 633,679 à 643,248) : 20 septembre 1995[1].

## État actuel
Tronçons de pistes cyclables à l'ouest de Villeneuve-sur-Lot et à Sainte-Livrade. 

## Projet
Il est envisagé de rouvrir la liaison Penne (Lot-et-Garonne) et Villeneuve-sur-Lot pour le trafic voyageurs en 2015.
Il devient important de relier Villeneuve-sur-Lot qui est une ville de plus 23 000 habitants avec une autre gare. La réouverture de cette partie de la ligne est redevenue d'actualité de par les engagements que le président du conseil régional d'Aquitaine, Alain Rousset, ont contribué à faire avancer pour ce projet. Il est prévu que les travaux pour la réouverture devraient commencer en 2014 avec une inscription dans le contrat de projet État-Région. Les études socio-économique sont jugées favorables et, selon le RFF, les études pour l'avant-projet, vont pouvoir débuter afin que tout soit prêt fin 2013.
Le dossier de réouverture de la ligne Villeneuve - Penne d'Agenais inscrite au schéma régional 2014 est refermé. Au terme du comité de ligne réunis le 18 février 2013 la décision a été prise par la région de geler le projet. Les raisons invoqués sont le coût de la rénovation des 8 kilomètres de ligne estimé entre 30 et 50 millions d'euros, et le coût d’investissement dans le matériel roulant pour 5 à 12 millions d'euros. Ce projet n'a pas abouti; en 2023 la création d'un "ecotrain" sur le tronçon Villeneuve-sur-Lot - Penne est évoque .